# AGSKカストリア
ASカストリア（AS Kastoria (ギリシア語: ΑΣ Καστοριά- Αθλητικός Σύλλογος Καστοριά),）は、ギリシャのカストリア県カストリアをホームタウンとするサッカークラブである。

## 歴史
1963年8月6日にカストリアのアリス、アトロミトス、オレスティアザスが合併して創設された。1965-66シーズンまでアリス・カストリアス (Άρης Καστοριάς) の名前で活動後、AGSKカストリア (Α.Γ.Σ.Κ. Καστοριά) に改称された。
1973-74シーズンにベータ・エスニキの第3グループで1位になり、史上初めてトップディビジョンに昇格した。1974年9月29日に行われたPASヤニナ戦に1-0で勝利して、アルファ・エスニキで初勝利を記録した。
1980年5月25日にキペロ・エラーダス決勝で、トシロニスのハットトリックなどでイラクリスに5-2で勝利して優勝した。キペロ・エラーダスで地方のチームが優勝するのは38回目にして初であった。

## 獲得タイトル
- ベータ・エスニキ（英語版）：1回
  - 1973-74

- ガンマ・エスニキ（英語版）：2回
  - 1994-95, 2003-04

- キペロ・エラーダス：1回
  - 1979-80

## 欧州の成績
| シーズン | 大会                       | ラウンド | 対戦相手           | ホーム | アウェー | 合計 |  |
| -------- | -------------------------- | -------- | ------------------ | ------ | -------- | ---- |  |
| 1980-81  | UEFAカップウィナーズカップ | 1回戦    | ディナモ・トビリシ | 0-0    | 0-2      | 0-2  |  |

## 歴代監督
- ギョキッツァ・ハジェヴスキー 2003-2004, 2005-2006

## 歴代所属選手
- ズヴェズダン・テルジッチ 1996-1997
- キリアコス・カラタイディス
- アントニス・ミヌ
- ゲオルギオス・パラスホス
- ニコス・サルガニス
- ヨアニス・ディンツィコス